# Bernard R. Goldstein
Pour les articles homonymes, voir Goldstein.
Bernard Raphael Goldstein (né le 29 janvier 1938) est un historien des sciences américain et professeur émérite à l'université de Pittsburgh. Goldstein a publié sur l'histoire de l'astronomie dans la civilisation médiévale islamique et juive et le début des temps modernes. 

## Formation et carrière
Bernard R. Goldstein obtient son doctorat à l'université Brown en 1963, sous la direction d'Otto Neugebauer. Sa première intention est de travailler sur les mathématiques arabes, mais Neugebauer lui suggère de travailler plutôt sur des textes astronomiques arabes et hébreux médiévaux. Malgré son ignorance en astronomie à l'époque, il accepte et prépare pour sa thèse l'édition, avec traductions et commentaires de deux versions en hébreu d'un commentaire sur les tables astronomiques d'al-Khwarizmi, et sur un texte arabe perdu d'Ibn al-Muthanna. Les résultats de ses recherches sont publiées par les Yale University Press en 1967.
À Brown il rencontre David Pingree, alors chercheur post-doctoral, et leurs collaborations en astronomie et astrologie antiques et médiévales aboutissent à plusieurs ouvrages communs.
Goldstein part à l'université de Pittsburgh en 1973, et il y dirige durant plusieurs années le Jewish Studies Program. Il bénéficie d'une bourse Guggenheim en 1974, et d'une bourse Neugebauer à l'Institute for Advanced Study de Princeton, en 1993.
Bernard R. Goldstein organise avec Pierre Souffrin un colloque CNRS à Nice en 1990 : Le concept de vitesse d’Archimède à Galilée.

## Travaux

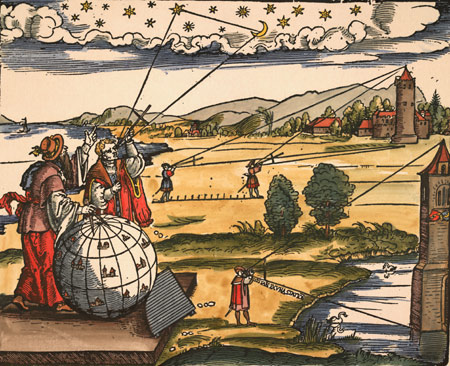
Diverses utilisations d'un bâton de Jacob en astronomie (au premier plan) et pour l'arpentage ; gravure extraite de l'Introductio geographica de Petrus Apianus, 1532.

Il s'est intéressé en particulier à l'œuvre astronomique de Levi ben Gerson (Gersonides) qui vécut dans le sud de la France au XIVe siècle, notamment « il a examiné toutes les influences possibles de Lévi sur les astronomes qui lui ont succédé. ». Sa présentation du Bâton de Jacob en fait un instrument suffisamment original pour pouvoir lui être attribué, selon Goldstein,,.
Son livre Theory and Observation in Ancient and Medieval Astronomy est un recueil de 24 articles parus dans diverses revues entre 1964 et 1983, réparis en quatre catégories : l'astronomie ancienne (grecque et babylonienne) ; la théorie astronomique au Moyen Âge ; observations et instruments dans l'astronomie médiévale ; et le rôle de l'astronomie dans les communautés juives médiévales.
Il a travaillé sur divers astrologues et astronomes juifs et arabes, dont Masha'allah ibn Atharî dont il a traduit le Livre des éclipses, et Ali Quchtchi qui partit avec une copie des Tables sultaniennes, d'abord à Tabriz puis à Istanbul chez les Ottomans ; c'est de là qu'elles atteignirent l'Europe. On a ainsi trace d'une copie réalisée vers 1500 probablement près de Venise d'une version en hébreu écrite probablement au XVe siècle. Cet écrit pourrait être un indice d'une connaissance par Nicolas Copernic des modèles planétaires arabes.

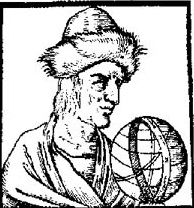
Giovanni Bianchini

Il a également publié plusieurs ouvrages avec José Chabás sur l'astronomie médiévale tardive : Astronomy in the Iberian Peninsula: Abraham Zacut and the Transition from Manuscript to Print; The Alfonsine Tables of Toledo ; The Astronomical Tables of Giovanni Bianchini. Ils ont étudié les travaux de Giovanni Bianchini dans divers articles (The astronomical tables of Giovanni Bianchini, 2009 ; « Ptolemy, Bianchini, and Copernicus : Tables for planetary latitudes », 2004).

## Sélection de publications
- The Astronomy d'al-Biṭrūjī
- The Astronomy of Levi ben Gerson (1288-1344), Springer-Verlag, 1985
- "Theological Foundations of Kepler’s Astronomy", Osiris n°16 (2001) (avec Peter Barker)
- Al-Bitruji, On the principles of astronomy, an edition of the Arabic and Hebrew versions with translation, New Havn, 1971.
- Bernard R. Goldstein, Si la Terre était une planète, Les cahiers de Science et vie, juin 1997, p. 31.
- Bernard R. Goldstein, The Arabic Version of Ptolemy's Planetary Hypotheses, Transactions of the American Philosophical Society vol. 57, no. 4, 1967, pp. 9–12
- Bernard R. Goldstein, « Evidence for a supernova of A. D. 1006 », Astronomical Journal, vol. 70, n° 1, février 1965, p. 105-114.
- Bernard R. Goldstein, « Theory and Observation in Medieval Astronomy », Isis, vol. 1, no 63,‎ mars 1972, p. 39-47.
- avec José Chabás :
  - Astronomy in the Iberian Peninsula: Abraham Zacut and the Transition from Manuscript to Print, Transactions de la Société américaine de philosophie 90.2 (2000).
  - (en) The Alfonsine Tables of Toledo, Dordrecht, Kluwer Academic Publishers, coll. « Archimedes », 2003, 341 p. (ISBN 1-4020-1572-0, DOI 10.1007/978-94-017-0213-3, lire en ligne)[10].
  - The Astronomical Tables of Giovanni Bianchini (Leiden: Brill, 2009)  (ISBN 978-90-04-17615-7) (Extraits en ligne).
  - Occultation of Venus Observed by Abraham Zacut in 1476.
  - « Ptolemy, Bianchini, and Copernicus : Tables for planetary latitudes », dans Archive for history of exact sciences, vol. 58, no 5, 2004, p. 453–473  (ISSN 0003-9519).
  - (en) A Survey of European Astronomical Tables in the Late Middle Ages, Leiden, Brill, 2012, 250 p. (ISBN 978-90-04-23058-3, lire en ligne)[11]
  - (en) Essays on Medieval computational astronomy, Leiden, Brill, 2015, 413 p. (ISBN 978-90-04-28174-5)
- avec Giora Hon : 
  - From Summetria to Symmetry : The Making of a Revolutionary Scientific Concept, vol. 20, Springer, coll. « Archimedes », 2008 (ISBN 978-1-4020-8447-8, DOI 10.1007/978-1-4020-8448-5)
  - Symmetry and asymmetry in electrodynamics from Rowland to Einstein, Studies in History and Philosophy of Modern Physics, 37 (2006), pages 635–660.